# コーポラティズム
コーポラティズム（英: Corporatism、伊: Corporativismo）は農業、労働、軍事、ビジネス、科学、ギルド組合などの企業集団が共通の利害に基づいて契約や政策を話し合い（団体交渉）、政策決定や利益代表を行う政治システムである。
コーポラティズムの概念は19世紀のヨーロッパで、当時の個人主義的自由主義による個人主義的な社会観に反対する形で発生し、共同体を人間の身体のように見做し、個人の間における有機体的で社会連帯的で機能的な特質と役割に基礎を置いた。
20世紀にはベニート・ムッソリーニなどファシストがコーポラティズムを主張し、国家組織に経営者や労働者の代表を組織し、統制経済を行った。これは「国家コーポラティズム」や「権威主義的コーポラティズム」とも呼ばれる。
また第二次世界大戦後は、北欧などの民主主義諸国における政府と利益集団のパートナーシップに基づく政策立案・政策運営・利害調整もコーポラティズムと呼ばれる。これは「ネオ・コーポラティズム」（新コーポラティズム）や「社会コーポラティズム」、「民主的コーポラティズム」、「社会民主主義的コーポラティズム」などとも呼ばれる。

## 用語
「コーポラティズム」の語はラテン語の「corpus」（身体）に由来する。日本では時期や指す内容にも応じて、「協同主義」「協調主義」「統合主義」、あるいは「協調組合主義」などと訳されている。通常、第二次世界大戦前はワイマールドイツの経済会議やイタリアのファシズム国家の団体統合原理である「職能代表制」を指したが、第二次世界大戦後は政府と労働組合などの巨大な圧力団体との密接な関係を指すようになった。また「ネオ・コーポラティズム」は「新協調主義」や「新協調組合主義」とも訳されている。

## 概要
公式なコーポラティストのモデルは、農業や経営、民族、労働、軍事、後援、科学、宗教などのコーポレート・グループの集約的な身体（集団）への契約を基礎とする。コーポラティズムの最も著名な形態の1つは、経済政策を設定するための経営・労働・国家の利益集団の間の調整を含む、三者構成原則である。
コーポラティズムは、階層的な機能という社会学的な概念に関連している。集団的で社会的な相互交流や相互作用は、家族や一族や民族などの親族集団の中では一般的である。人間以外でもペンギンなどの一部の動物の種は、強い集団的な社会組織を示す事が知られている。自然では有機体の細胞は、集団的な組織体と相互作用を含むことが認識されている。
コーポラティストの共同体や社会的相互作用の視点では、キリスト教やイスラム教、ヒンドゥー教、仏教、儒教などの宗教が、主要世界では一般的である。そしてなによりも、コーポラティズムは政治的スペクトルをまたがった多くのイデオロギーを使用してきており、それには絶対主義や資本主義、保守主義、ファシズム、自由主義、進歩主義、反動主義、社会民主主義、社会主義、サンディカリスムなどが含まれる。

## 思想としてのコーポラティズム
コーポラティズム的な着想は、19世紀後半以降の非常に多種多様な思想の中に垣間見ることができる。具体的には、
- 身分制議会を主張したオーストリアのオトマール・シュパン
- イギリスのギルド社会主義
- レオ13世の回勅「レールム・ノヴァールム」（1891年）
- ピウス11世の回勅「クアドラジェジモ・アンノ」（1931年）

などが挙げられる。また、ヴァイマル憲法における経済議会はコーポラティズムの制度化とも考えられる。

## 国家コーポラティズム
国家コーポラティズムの典型例としては、イタリアのファシズムにおける「コーポラティスト国家」が挙げられる。ポルトガルのエスタド・ノヴォなど、戦後のイベリア半島やラテンアメリカの権威主義諸国も国家コーポラティズムの性格を有していた。
ただし、フィリップ・シュミッターは、思想としてのコーポラティズムも、政治システムとしての国家コーポラティズムも、検討が十分ではないと指摘している。

## ネオ・コーポラティズム

### 背景
戦後のヨーロッパの小国（北欧諸国やオーストリアなど）では、集権的な利益集団システムや、政府・労働組合・経営者団体の協調に基づく政策過程が観察された。シュミッターやゲルハルト・レームブルッフは、国家コーポラティズムとの外見的類似性から、このような政治システムをネオ・コーポラティズムと呼称した。
特に1970年代に先進諸国がスタグフレーションに喘ぐ中で、ネオ・コーポラティズム体制を構築していた開放経済の諸国は比較的良好な経済パフォーマンス（低失業率、低インフレ率）を維持していた。ネオ・コーポラティズムは、このことを説明する政治的要因としても着目された。

### 定義
ネオ・コーポラティズムは主に賃金政策やマクロ経済政策の分析に使用される概念である。これを例にとって定義すると以下のとおりである。

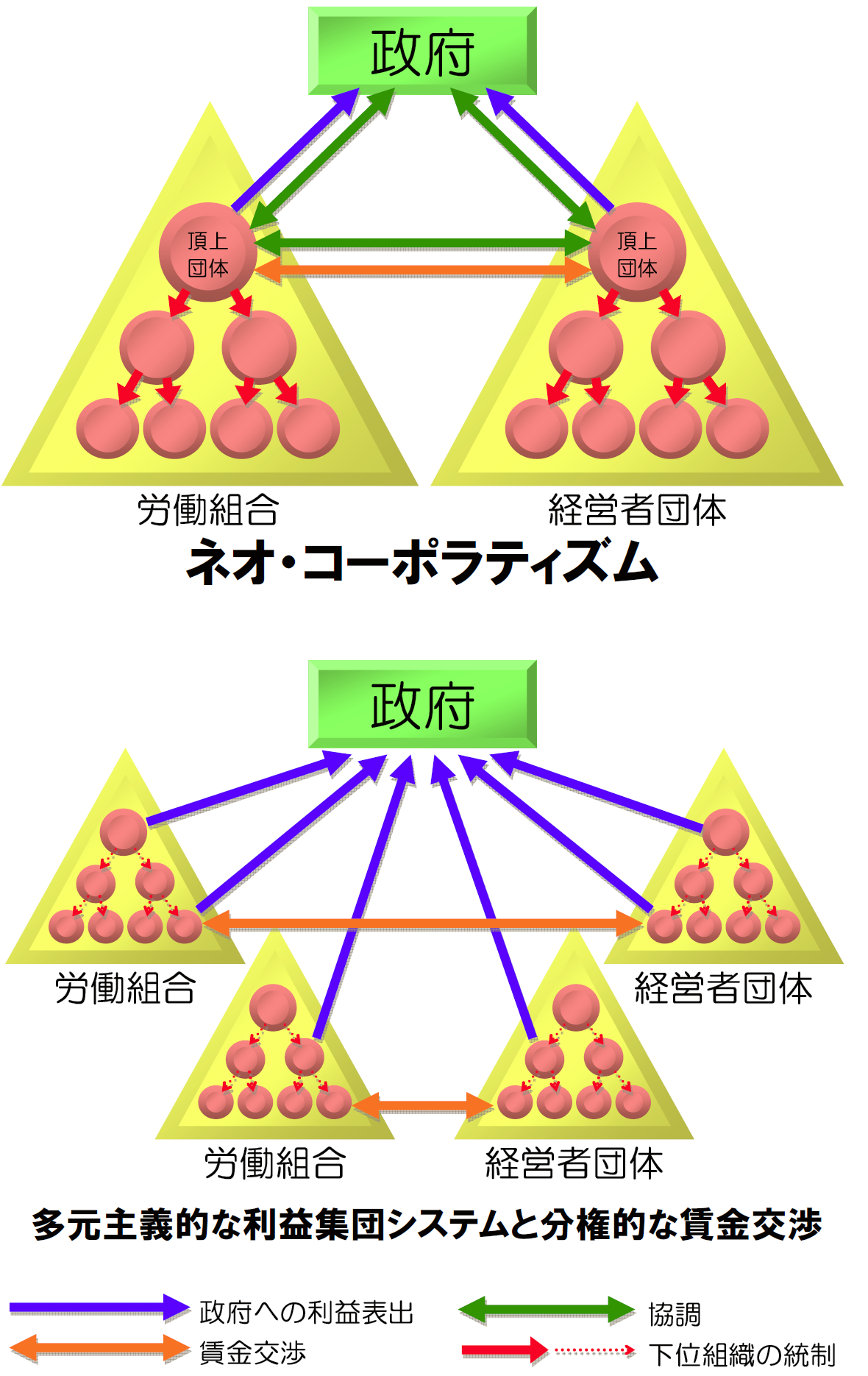
ネオ・コーポラティズムと多元主義

OECD各国の労働組合加入率（従業員に占める割合％）

#### 利益集団システム
ネオ・コーポラティズムは、最も狭義には集権的な利益集団システムを指す。たとえば労働組合の場合、集権性の度合いは、
- 労働組合の組織率が高い。
- 国内の労働組合が単一の全国組織（頂上団体）を頂点としたヒエラルキーとして組織されている。
- 各労働組合にとって上位組織への加入が強制的である。
- 組合費の配分について頂上団体への比率が相対的に多い。
- 下位組織のストライキなどに際して頂上団体が財政支援を行う。
- 頂上団体が多数の専属スタッフを抱えている。
- 頂上団体の決定から逸脱する下位組織に対して、頂上団体が有効な制裁措置を執りうる。

などの指標によって測られる。このように利益集団システムの集権性の度合いが強いほど、その国のコーポラティズム度は高く位置づけられる。

#### 団体交渉
団体交渉が、工場レベル・企業レベル・産業レベル・国レベルなど、どのレベルで行われるかは国によって、また年代によって異なる。労使交渉が国レベルなどのハイレベルで行われ、かつ、労使の上位組織による交渉結果がそれぞれの下位組織を強く拘束する場合、コーポラティズム度は高く位置づけられる。

#### 政策過程
労使の利益集団システムが高度に集権化されている場合、政府は、それぞれ頂上団体にそれぞれのセクターの利害を包括的・独占的に代表させ、利害調整のパートナーとして政策決定過程に組み込むことがある（利益表出）。また、政策決定における独占的な地位と引き換えに、政労使の利害調整を経て決定された政策について、労使の頂上団体が円滑な政策実施に対して責任を負う。そして、頂上団体は、当該政策が自分たちの利益に適うことを下位組織に説明し、その受容を強要する（利益媒介）。さらに、行政機関に代わって労使の利益集団が政策実施の一部を担うこともある。このように、利益集団が政策過程に組み込まれる度合いが高いほど、コーポラティズム度は高く位置づけられる。

#### 多元主義との相違点
利益集団システムのとしてのネオ・コーポラティズムに対して対極に位置づけられるのが多元主義である。すなわち、
- 利益集団が分立・割拠しており、セクターの利害を独占的に代表する頂上団体が存在しない。
- 政策決定に対して影響力を行使するために同じセクターの利益集団どうしが競争している。

という状態である。多元主義の特徴が強い国としてはアメリカが挙げられる。
|                | シュミッターによる順位 | シュミッターによる順位 | シュミッターによる順位 | キャメロンによる指標 | キャメロンによる指標 | キャメロンによる指標 | キャメロンによる指標 |
| 集権度         | 独占度                 | 順位                   | 集権度                 | 独占度               | 組織率               | 指標                 |                      |
| -------------- | ---------------------- | ---------------------- | ---------------------- | -------------------- | -------------------- | -------------------- | -------------------- |
| オーストリア   | 1.0                    | 3.0                    | 1.0                    | 0.8                  | 1.0                  | 50                   | 90.0                 |
| ノルウェー     | 5.0                    | 1.5                    | 2.0                    | 0.7                  | 0.8                  | 65                   | 97.5                 |
| スウェーデン   | 5.0                    | 4.5                    | 4.0                    | 0.7                  | 0.8                  | 70                   | 105.0                |
| フィンランド   | 5.0                    | 4.5                    | 4.0                    | 0.6                  | 0.8                  | 47                   | 65.8                 |
| デンマーク     | 8.0                    | 1.5                    | 4.0                    | 0.4                  | 0.8                  | 54                   | 64.8                 |
| オランダ       | 2.0                    | 8.5                    | 6.0                    | 0.6                  | 0.6                  | 28                   | 33.6                 |
| ベルギー       | 3.0                    | 8.5                    | 7.0                    | 0.6                  | 0.6                  | 55                   | 66.0                 |
| ドイツ         | 9.0                    | 6.0                    | 8.0                    | 0.2                  | 0.8                  | 32                   | 32.0                 |
| スイス         | 7.0                    | 13.0                   | 9.0                    | 0.4                  | 0.6                  | 24                   | 24.0                 |
| カナダ         | 12.5                   | 8.5                    | 10.5                   | 0.0                  | 0.4                  | 27                   | 10.8                 |
| アメリカ合衆国 | 12.5                   | 8.5                    | 10.5                   | 0.0                  | 0.4                  | 21                   | 8.4                  |
| フランス       | 10.0                   | 13.0                   | 12.0                   | 0.0                  | 0.2                  | 24                   | 4.8                  |
| イギリス       | 12.5                   | 11.0                   | 13.0                   | 0.3                  | 0.4                  | 45                   | 31.5                 |
| イタリア       | 12.5                   | 13.0                   | 14.0                   | 0.2                  | 0.2                  | 41                   | 16.4                 |
| オーストラリア | -                      | -                      | -                      | 0.3                  | 0.4                  | 40                   | 28.0                 |
| 日本           | -                      | -                      | -                      | 0.1                  | 0.2                  | 16                   | 4.8                  |

### 特徴

#### マクロ経済への影響
ネオ・コーポラティズム論において、インフレ率などの経済指標と労働組合の強さの関係について、通説と異説の見解に分かれる。
通説的理解では、労働組合が強さや集権性に反比例してインフレ率が低くなる傾向が主張される。その理由としては、
- 労働組合が集権的に組織されている場合、政府が社会保障政策を充実させることと引き換えに、労働組合が賃上げ要求を抑制する。
- 労働組合の交渉力が経営者にとって無視しがたいほど強力である場合、労働組合の経営参加が制度的に保障されるため、企業経営やマクロ経済を圧迫するほどの賃上げ要求を控えるようになる。
- 労働組合が集権的に組織されていない場合は「賃金交渉における集合行為問題」[注釈 3]が生じてしまう。その一方で、労働組合が集権的に組織されている場合、労組の全国組織は、全国レベルでの賃金交渉でマクロ経済全体を考慮した水準に抑制し、その交渉結果を傘下労組に強要するため、「賃金交渉における集合行為問題」が回避される。

などと説明される。
これに対して異説では、労働組合の力や集権性が弱い場合と強い場合の両極端でインフレ率が低くなり、その中間でインフレ率が高くなる傾向が主張される。労働組合の力が弱い場合、市場メカニズムに従って賃金水準が決定されるため、インフレが抑制される。しかし、労働組合が分権的ながらも一定の交渉力を持っている場合、「賃金交渉における集合行為問題」によりインフレが生じる。「賃金交渉における集合行為問題」が回避されるには、労組の全国組織が賃上げ抑制を傘下労組に強要できる程度に、労働組合が集権的に組織されている必要があるとされる。

#### 福祉国家との関係
集権化された労働組合が賃上げ要求を抑制する場合、その見返りに経営者団体が社会保障政策の拡充を容認することがある。逆に、左派政党の政権下で、賃上げ抑制に対する見返りの政策が期待できる場合、集権化された労働組合は賃上げ抑制に応じやすくなる。
また、普遍主義的な社会保障政策は、失業率が上昇すると一気に財政負担が増大してしまうことから、完全雇用の実現が前提条件となる。このため、普遍主義を志向する福祉国家では積極的労働市場政策が推進されることが多い。ネオ・コーポラティズムの性格が強い国では、生産性の高い産業への労働者の移動や、産業の再編・合理化に対して、労働組合が協力（もしくは率先して推進）することがある（たとえばレーン＝メイドナー・モデルやフレキシキュリティ）。

#### 衰退
しかし、1980年代頃からネオ・コーポラティズム的な政労使の協調体制の衰退が指摘されている。原因の1つはグローバル化の影響である。すなわち、資本の国際移動の自由化により国内産業の流出する可能性が生じたことから、政策決定における経営者団体の発言力が高まっている。また、製造業からサービス産業への産業構造の転換によって労働者の均質性が失われ、労働組織率の低下に伴って労働組合の発言力も低下している。
たとえばスウェーデンは従来からネオ・コーポラティズムの典型例と言われてきたが、社会民主労働党の下野（1991年、2006年）に象徴される労働組合の退潮、1980年代以降の賃金交渉の分権化、行政改革、税制改革、福祉政策の削減など、ネオ・コーポラティズムの著しい衰退が指摘されている。
現代中国の産業政策は日本の経済成長期のコーポラティズムに近い産業政策を忠実に行っているものであるという指摘もある。